# Ши (поэзия)
Ши (кит. трад. 詩, упр. 诗, пиньинь shī) — форма классической китайской поэзии, возникшая из народных песен II—IV веков в период Южных и Северных Династий. Ши обычно состоит из строк в четыре, пять, семь, реже шесть иероглифов (слогов).
Жанр берёт своё начало со времён формирования канона «Ши-цзин» (XI—VI века до н. э.).
Для ши характерен строгий метр и строгий порядок чередования тонов.
Пример структуры пятисловного четверостишия:
仄仄夲夲仄

夲夲仄仄夲

夲夲夲仄仄

仄仄仄夲夲

夲 — «ровный тон»,

仄 — «косые тона»,

полужирным выделены рифмующиеся окончания.